# Voci a San Siro
Voci a San Siro (1992) è un minialbum del cantautore Roberto Vecchioni. L'album è allegato all'omonimo libro di Sergio Secondiano Sacchi per la Arcana Editrice. Il titolo prende spunto da una delle più belle canzoni del repertorio del cantautore Luci a San Siro.

## Descrizione
Il disco comprende quattro canzoni (di cui tre inedite ed una, Quello che non sai, già incisa da Andrea Lo Vecchio nel 1967) che Vecchioni ha scritto in tempi diversi e che fino al momento della pubblicazione del libro non avevano trovato collocazione negli album dell'artista. Le incisioni sono invece state effettuate per l'occasione.
La canzone Waterloo è stata poi presentata al Club Tenco nell'anno 1997 e fa parte della raccolta Roba di Amilcare che, pubblicata nel 1999, contiene alcune delle interpretazioni che vari artisti hanno fatto nel corso degli anni nella rassegna canora.

## Tracce
Testi e musiche di Roberto Vecchioni.
1. Addio alle armi (scritta nel 1990)
2. Waterloo (Scritta nel 1974)
3. Quello che non sai (Scritta nel 1967)
4. Camion (Scritta nel 1973)

## Formazione
- Roberto Vecchioni - voce
- Massimo Spinosa - tastiera, computer
- Lucio Bardi - chitarra
- Fabrizio Lamberti - pianoforte